# René Schnoz
René Schnoz (* 18. Mai 1966 in Disentis) ist ein Schweizer Schauspieler und Regisseur.

## Biografie
Schnoz wuchs im rätoromanischen Disentis auf.
Nach der Handelsmittelschule in Chur besuchte er die Schauspielakademie Zürich. Danach spielte er an den Theatern Basel, Oberhausen und am Zürcher Theater am Neumarkt. Später war er für acht Jahre freischaffend am Theater am Hechtplatz in Zürich, an der Roten Fabrik (Zürich), in Aarau am Theater Tuchlaube, am Berner Theater Schlachthaus und in der Münchner Neuen Schaubühne tätig. Er nahm an fünf Produktionen an der Klibühni Chur und drei Stücken mit den Freilichtspielen Chur teil, er spielte am Theater am Kirchplatz in Schaan, für sieben Sommer war er bei den Burgfestspielen in Mayen engagiert. Von 2004 bis 2008 war er Ensemblemitglied am Theater am Neumarkt in Zürich. Seit Sommer 2008 ist er wieder freischaffend. Er ist Mitglied des Verbandes t. Theaterschaffen Schweiz und des Schweizerischen Bühnenkünstlerverbandes (SBKV).

## Filmografie

### Fernsehserien
- Tatort – Falsche Liebe (eine Folge, 1992)
- Eurocops
- Lüthi und Blanc
- Marienhof
- Victors Spätprogramm
- Punkt CH
- Kleine Fische
- Metta da fein
- Frieden
- Neumatt

### Filme
- 2001: Heidi
- 2002: Remis
- 2015: Schellen-Ursli
- 2017 Amur senza fin
- 2019 Trauerreden
- 2022 Sandschlösser